# Tuncang Shuiku
Tuncang Shuiku är en reservoar i Kina. Den ligger i provinsen Anhui, i den östra delen av landet, omkring 140 kilometer nordost om provinshuvudstaden Hefei. Trakten runt Tuncang Shuiku består till största delen av jordbruksmark.
Genomsnittlig årsnederbörd är 1 211 millimeter. Den regnigaste månaden är juli, med i genomsnitt 243 mm nederbörd, och den torraste är december, med 27 mm nederbörd.